# Jerzy Kotowski
Jerzy Kotowski (* 23. Juli 1925 in Tarnowitz; † 17. Mai 1979 in Krakau) war ein polnischer Kameramann und Regisseur von Animationsfilmen.

## Leben
Jerzy Kotowski studierte an der Film- und Fernsehfakultät der Akademie der Musischen Künste in Prag. Nach dem Studium schloss er sich 1952 dem Puppenfilmstudio in Łódź an. Dort leitete er in den 1960er Jahren auch die pädagogische Abteilung der Staatlichen Hochschule für Film, Fernsehen und Theater. 1967 und 1968 war er zudem Prodekan der Abteilung für Regie und 1968 bis 1971 Prorektor sowie 1971 und 1972 Rektor der Hochschule. Von 1957 bis 1978 drehte Kotowski 36 Animationsfilme.